# NGC 4262
NGC 4262 ist eine Elliptische Galaxie vom Hubble-Typ E/SB0 im Sternbild Haar der Berenike am Nordsternhimmel. Sie ist schätzungsweise 58 Millionen Lichtjahre von der Milchstraße entfernt und hat einen Durchmesser von etwa 30.000 Lichtjahren. Eine Beobachtung im Ultraviolettbereich mittels GALEX zeigt einen umgebenden Ring.
Unter der Katalogbezeichnung VCC 355 wird sie als Mitglied des Virgo-Galaxienhaufens aufgeführt.

Im selben Himmelsareal befinden sich u. a. die Galaxien NGC 4254, NGC 4298, NGC 4302, IC 781.
Das Objekt wurde am 8. April 1784 von dem Astronomen William Herschel mithilfe seines 18,7 Zoll-Spiegelteleskops entdeckt.